# دیورتیک قوس هنله

اسید اتاکرینیک، یکی از انواع داروهای دیورتیک قوس هنله

دیورتیکهای لوپ هنله شامل فورزماید، بومتانید و اتاکرینیک اسید، قویترین دیورتیکهای در دسترس هستند. آن‌ها کانال‌های سدیم و کلراید را در بخش صعودی قوس هنله نفرون مهار می‌کنند و از بازجذب سدیم جلوگیری می‌کنند و همین امر منجر به افزایش ترشح ادرار می‌شود. 
این دسته از مدرها اتساع عروق محیطی را به اندازه دیورتیک‌های تیازیدی کاهش نمی‌دهند؛ بنابراین همه‌جانبه عمل نکرده و به اندازه کافی در کاهش فشار خون مؤثر نیستند. به‌منظور افزایش ادرار، دیورتیک‌های لوپ از تیازیدها بسیار موثرترند و به‌طور متداول بیشتر در درمان بیماران با حجم بالای مایع به کار می‌روند. 
با اثر بر روی قوس هنله موجب افزایش دفع کلسیم، پتاسیم و آب می‌شود.